# Александру Бенга
Александру Бенга (рум. Alexandru Benga, нар. 15 червня 1989, Брашов) — румунський футболіст, півзахисник азербайджанського клубу «Габала».
Виступав, зокрема, за клуби «Васлуй» та «Оцелул».

## Ігрова кар'єра
У дорослому футболі дебютував 2005 року виступами за команду клубу «Васлуй», в якій провів три сезони, взявши участь у 30 матчах чемпіонату.
Згодом з 2008 по 2011 рік грав у складі команд клубів «Уніря» (Урзічень) та «Рапід» (Бухарест).
Своєю грою за останню команду привернув увагу представників тренерського штабу клубу «Оцелул», до складу якого приєднався 2011 року. Відіграв за команду з Галаца наступні два сезони своєї ігрової кар'єри.
Протягом 2013—2014 років захищав кольори клубів «Петролул» та болгарського «Ботев» (Пловдив).
До складу азербайджанського клубу «Габала» приєднався 2014 року. Відтоді встиг відіграти за команду з Габали 7 матчів в національному чемпіонаті.